# Гідрогеологія Норвегії
Норвегія поділяється на три гідрогеологічні області, що розрізнюються за складом і особливостями водоносних комплексів: Балтійський щит, внутрішні і зовнішні частини каледонід.
Для області Балтійського щита і окр. тектонічних вікон каледонід характерні водоносні комплекси метаморфічних порід архею і протерозою, водоносні комплекси різних за віком інтрузивних порід, водоносні комплекси пісковиків спарагмітової формації (верх. протерозой — ниж. палеозой) і відклади платформного чохла (кембро-силур, девон, перм, юра, крейда).
Для гідрогеол. областей каледонід гол. водоносні комплекси — метаморфічні г.п. верх. протерозою, венду і ниж. палеозою. Менше значення мають водоносні комплекси чохла (девон, юра, крейда) і водоносні комплекси інтрузивних порід.
Гідрогеологічні області зовн. і внутр. частин каледонід розрізнюються між собою за переважанням тих або інших водоносних комплексів. Для зовн. частини характерні водоносні комплекси метаморфічних гірських порід верх. протерозою, венду та інтрузивних порід, для внутрішньої — водоносні комплекси ниж. палеозою.
На всій тер. Н. розвинені водоносні комплекси четвертинних льодовикових, озерно-болотяних, алювіальних і інш. відкладів. Гідрогеол. умови Шпіцберґена контролюються розвиненою багаторічною мерзлотою.
Багаторічна мерзлота, розвинена у високогірних р-нах Лапландії і Фінмарка, має обмежене «острівне», а на Шпіцберґені — повсюдне поширення.